# Кельтика
Кельтика (грец. Κελτική) - історичний регіон в Європі, описаний античними географами. Названий по імені кельтів, які населяли його в епоху Античності. Страбон обмежує Кельтику Іберією (границею служать Піренеї) і річкою Рена (далі на схід починається Стародавня Германія). З півночі вона омивається Бреттанською протокою. На південному сході Кельтку обмежують Альпи. У Кельтиці розташовувалася грецька колонія Массилія.